# Ardy Wiranata
Ardy Bernardus Wiranata est un joueur de badminton indonésien né le 10 février 1970 à Jakarta.
Il est médaillé d'argent en simple aux Championnats du monde de badminton 1989 à Jakarta et aux Jeux olympiques d'été de 1992 à Barcelone. Il remporte aussi une médaille de bronze en simple aux Championnats du monde de badminton 1991 et aux Championnats du monde de badminton 1993.